# Ten Days of Dawn 1995
Die Ten Days of Dawn 1995 (auch Iran Fajr International 1995 genannt) im Badminton fanden im Januar in Isfahan statt.

## Sieger und Platzierte
| Disziplin    | Gold                         | Silber               | Bronze                             |
| ------------ | ---------------------------- | -------------------- | ---------------------------------- |
| Herreneinzel | Ismail Saman                 | Morteza Validarvi    | Ramesh Mazan                       |
| Herreneinzel | Ismail Saman                 | Morteza Validarvi    | Majid Bigdeli                      |
| Herrendoppel | Khoo Boo Hock Lee Chee Leong | Cheng Rui Xia Xuanze | Ashton Chen Yong Zhao Ramegh Nazan |
| Herrendoppel | Khoo Boo Hock Lee Chee Leong | Cheng Rui Xia Xuanze | Ali Reza Shafiee Morteza Validarvi |

## Endrundenergebnisse

### Herrendoppel
|  | Viertelfinale | Viertelfinale                        | Viertelfinale                      | Viertelfinale | Viertelfinale                |                                    |    | Halbfinale                   | Halbfinale | Halbfinale | Halbfinale | Halbfinale |  |  | Finale | Finale | Finale | Finale | Finale |
|  |               |                                      |                                    |               |                              |                                    |    |                              |            |            |            |            |  |  |        |        |        |        |        |
|  |               | Khoo Boo Hock Lee Chee Leong         | 15                                 | 15            |                              |                                    |    |                              |            |            |            |            |  |  |        |        |        |        |        |
|  |               | Christian Hinteregger Enrico La Rosa | 3                                  | 9             |                              |                                    |    |                              |            |            |            |            |  |  |        |        |        |        |        |
|  |               | Christian Hinteregger Enrico La Rosa | 3                                  | 9             | Khoo Boo Hock Lee Chee Leong | 15                                 | 15 |                              |            |            |            |            |  |  |        |        |        |        |        |
|  |               |                                      |                                    |               |                              | 15                                 | 15 |                              |            |            |            |            |  |  |        |        |        |        |        |
|  |               |                                      | Ali Reza Shafiee Morteza Validarvi | 5             | 9                            |                                    |    |                              |            |            |            |            |  |  |        |        |        |        |        |
|  |               | Ali Reza Shafiee Morteza Validarvi   | Ali Reza Shafiee Morteza Validarvi | 5             | 9                            | 15                                 | 15 |                              |            |            |            |            |  |  |        |        |        |        |        |
|  |               |                                      |                                    |               |                              | 15                                 | 15 |                              |            |            |            |            |  |  |        |        |        |        |        |
|  |               | Reza Hashemi Mansour Mobini          | 1                                  | 1             |                              |                                    |    |                              |            |            |            |            |  |  |        |        |        |        |        |
|  |               |                                      |                                    |               |                              |                                    |    | Khoo Boo Hock Lee Chee Leong | 15         | 15         |            |            |  |  |        |        |        |        |        |
|  |               |                                      | Cheng Rui Xia Xuanze               | 0             | 0                            |                                    |    |                              |            |            |            |            |  |  |        |        |        |        |        |
|  |               | Ashton Chen Yong Zhao Ramegh Nazan   | 15                                 | 6             | 15                           |                                    |    |                              |            |            |            |            |  |  |        |        |        |        |        |
|  |               | Sayed Bahram Arabi Hameed Nasimi     | 11                                 | 15            | 11                           |                                    |    |                              |            |            |            |            |  |  |        |        |        |        |        |
|  |               | Sayed Bahram Arabi Hameed Nasimi     | 11                                 | 15            | 11                           | Ashton Chen Yong Zhao Ramegh Nazan | 11 | 13                           |            |            |            |            |  |  |        |        |        |        |        |
|  |               |                                      |                                    |               |                              | Ashton Chen Yong Zhao Ramegh Nazan | 11 | 13                           |            |            |            |            |  |  |        |        |        |        |        |
|  |               |                                      | Cheng Rui Xia Xuanze               | 15            | 15                           |                                    |    |                              |            |            |            |            |  |  |        |        |        |        |        |
|  |               | Cheng Rui Xia Xuanze                 | Cheng Rui Xia Xuanze               | 15            | 15                           | 18                                 | 15 |                              |            |            |            |            |  |  |        |        |        |        |        |
|  |               |                                      |                                    |               |                              | 18                                 | 15 |                              |            |            |            |            |  |  |        |        |        |        |        |
|  |               | Majid Bigdeli Sadegh Karbassi        | 13                                 | 13            |                              |                                    |    |                              |            |            |            |            |  |  |        |        |        |        |        |